# Platylomalus clavis
Platylomalus clavis är en skalbaggsart som först beskrevs av Sylvain Auguste de Marseul 1879.  Platylomalus clavis ingår i släktet Platylomalus och familjen stumpbaggar. Inga underarter finns listade i Catalogue of Life.